# Калуса
Калуса – исчезнувшее племя индейцев, ранее населявшее большую часть юга полуострова Флорида с VI века до н.э. до XVIII века н.э.

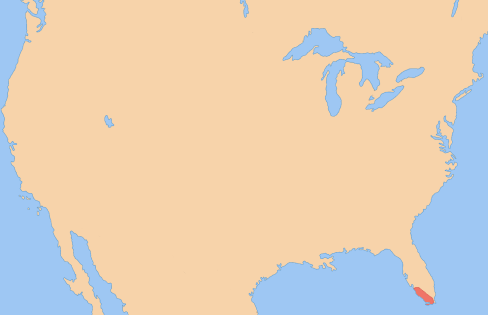
Область расселения калуса до контакта с европейцами

Культура и язык народа калуса, предположительно, произошли от индейцев народа туника (en:tunica), относящихся к народам культуры нижней части долины реки Миссисипи.  В 500 г. до н. э. из долины реки Миссисипи  через Флориду прошла третья волна миграции племен Миссисипской культуры достигнув севера острова Куба. Часть переселенцев осела на юге Флориды, образовав культуру Калусахатчи (en:Caloosahatchee culture).
Культура Калусахатчи имеет несколько периодов, представленные в таблице:
Периоды развития культуры Калусахатчи
| Культурный период                            | Климатические периоды (по Марквардту)                                                                            | Уровень моря на побережье юго-запада п/о Флорида                         |
| Калусахатчи I 500 г. до н. э. – 500 г. н. э. | Римский теплый период (350 г. до н. э. – 500 г. н. э.)                                                           | Низкий уровень Sanibel I (500 г. до н. э. – 100 г. н. э.)                |
| Калусахатчи I 500 г. до н. э. – 500 г. н. э. | Римский теплый период (350 г. до н. э. – 500 г. н. э.)                                                           | Высокий уровень Wulfert (100–500 гг.)                                    |
| Калусахатчи II A (ранний) 500–650 гг.        | Вандальный минимальный период (климатическое изменение вызвано похолоданием и вулканической пылью) (500–850 гг.) | Низкий уровень Buck Key (500–850 гг.)                                    |
| Калусахатчи II A (поздний) 650–800 гг.       | Вандальный минимальный период (климатическое изменение вызвано похолоданием и вулканической пылью) (500–850 гг.) | Низкий уровень Buck Key (500–850 гг.)                                    |
| Калусахатчи II B 800–1200 гг.                | Средневековый теплый период (850–1200 гг.)                                                                       | Средневековый теплый период (засушливый для Сев. Америки) (850–1200 гг.) |

| Культурный период             | Климатические периоды (по Марквардту)   | Уровень моря на побережье юго-запада п/о Флорида                                     |
| Калусахатчи III 1200–1350 гг. | Малый ледниковый период (1200–1700 гг.) | Низкий период похолодания, вызванный вулканической активностью Земли (1200–1850 гг.) |
| Калусахатчи IV 1350–1500 гг.  | Малый ледниковый период (1200–1700 гг.) | Низкий период похолодания, вызванный вулканической активностью Земли (1200–1850 гг.) |
| Калусахатчи V 1500–1763 гг.   | Малый ледниковый период (1200–1700 гг.) | Низкий период похолодания, вызванный вулканической активностью Земли (1200–1850 гг.) |

Самоназвание калуса (/k,ˈluːs,/ kə-LOO-sə) означало «свирепый народ». Европейцы по-разному называли племя калуса: калуса (es.Calusa), калос (es.Calos), калуус (en.Caluus), калькулус (es.Calculus), калуза (en.Caluza), калоса (fr.Calosa) или по имени вождя середины XVI века – Карлоса (es.Carlos). Индейцы миккосуки (en.Miccosukee) называли калуса – калусашази (Calushathee), а индейцы крики (en.Creek) – калушалке (Calushulke), что означало «жнецы моря», а также возможно название было производным от слов миккосуки – каласаали (Calachaalee), означающее «люди раковин». За превосходные навыки ловли рыбы испанцы также называли калуса «пескадорес грандес» (es. pescadores grandes) – «великие рыбаки».
Калуса, иногда — калос, карлос, каалус — племя индейцев, проживавших на юго-западном побережье Флориды. Во время первого контакта с европейцами (испанцами) калуса относились к культуре, ныне известной как культура Калусахатчи (en:Caloosahatchee culture). Территория калуса простиралась от нынешнего Шарлотта-Харбор до Кейп-Сейбл. Калуса также занимали доминирующее положение по отношению к ряду других племён в южной Флориде, включая майяими около озера Майяими (ныне Окичоби), текеста (теквеста) и хаэга на юго-востоке полуострова, возможно, также и на племя аис на восточном побережье. Название «калуса» означало «яростные люди». Языки племён майяими и теквеста, возможно, были родственны языку калуса — на их языках название озера Майяими (ныне Окичоби) означало «большая вода».

## Ранняя история

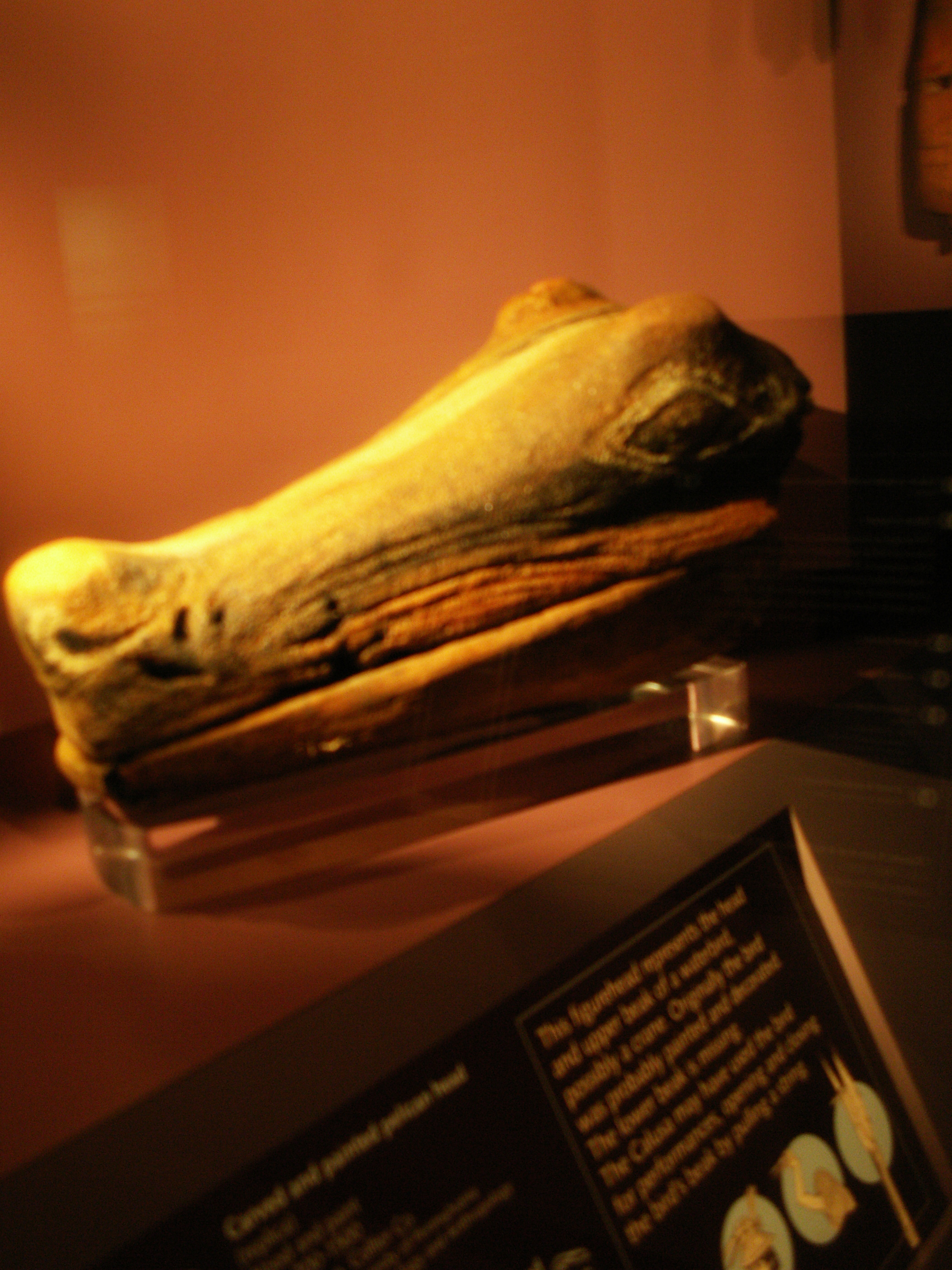
Голова аллигатора, найденная при раскопках Кей-Марко

Археологическая культура, отождествляемая с калуса, существовала на берегах Флориды уже 5000 лет тому назад. Как показывают раскопки, явной смены населения в этих местах не было. Представители культуры занимались рыболовством, как и в период контакта с европейцами. В период 500—1000 керамика без украшений сменяется новой керамикой, при этом в глине керамики начинают обнаруживаться губки, что могло быть связано с миграцией на побережье.

## Общество
Общество делилось на классы, которые испанцы воспринимали как «простолюдинов» и «знать». Племенем управляли несколько вождей — вождь племени («король»), военный вождь и верховный жрец. В 1564 г., по испанским источникам, жрец был отцом короля, а военный вождь — его двоюродным братом. Обычно вождю наследовал его сын. По сообщениям испанцев, вождь был обязан жениться на своей сестре, хотя Макмахон и Марквардт полагают, что здесь произошло непонимание, имелась в виду «сестра по клану». Вождь также женился на женщинах из подчинённых посёлков и соседних племён.

## Рацион
Питание калуса в основном состояло из морепродуктов, которые они добывали в прибрежных водах, и растительной пищи. Они не культивировали кукурузу, но выращивали тыквы, перец чили и папайю на огородах (помимо пищи, тыквы использовались в качестве сосудов). Свидетельств культивирования злаков и развитого сельского хозяйства не обнаружено.

## Орудия
Калуса ловили рыбу сетями, которые они плели из листьев «капустной пальмы», ложного сизаля, ивы и ряда других волокнистых растений. Для плетения сетей калуса использовали специальные лекала, изготовленные лекала из костей и раковин. Также они использовали для рыбной ловли копья, крючки и другие принадлежности. Хорошо сохранившиеся сети, поплавки для сетей и крючки были обнаружены в Кей-Марко на территории соседнего племени муспа.

## Религия
Калуса верили, что миром правят три сверхъестественных существа, что человек имеет три души, и что души переселяются в животных после смерти. Наиболее могущественный бог правил физическим миром, второй по важности — земными правительствами, и последний помогал в войнах той или иной стороне. Калуса верили, что три души находились, соответственно, в зрачке человека, в его тени и в его отражении. Душа в зрачке оставалась вместе с телом после смерти, и калуса приходили к могиле, чтобы посоветоваться с этой душой. Прочие две души покидали тело после смерти и переселялись в животных. Если калуса убивали животного, тогда душа переселялась в меньшее животное, и в перспективе могла превратиться в ничто.
Ритуалы калуса включали процессии жрецов и поющих женщин. Жрецы во время церемоний носили вырезанные из дерева маски, которые в другое время висели на стенах храмов.
Калуса упорно сопротивлялись попыткам испанцев обратить их в католицизм. Наиболее яростным противником христианизации была знать, статус которой основывался на религиозных представлениях калуса. Сопротивление испанцам продолжалось около 200 лет, до тех пор, пока в начале 18 в. племя калуса не было уничтожено вторгнувшимися во Флориду маскогами и ямаси.

## Контакт с европейцами
Первый зафиксированный письменно контакт относится к 1513 г., когда Хуан Понсе де Леон высадился на западном побережье Флориды, вероятно, в устье реки Калусахатчи. Калуса, однако, узнали об испанцах ранее, поскольку в предшествующий период принимали у себя индейцев, бежавших с Кубы после испанского завоевания. Испанцы оснастили килем одно из судов калуса и предложили установить торговые отношения. К Понсе де Леону был направлен посланец калуса, говоривший по-испански, и предложил ждать вождя племени для переговоров. Вскоре после этого 20 каноэ напали на испанцев, которые отбили атаку и захватили нескольких людей в плен. На следующий день на испанцев напали уже 80 каноэ, прикрытых щитами, однако ни одна из сторон не одержала в бою победы. Испанцы были вынуждены вернуться в Пуэрто-Рико. В 1517 Франсиско Эрнандес де Кордоба высадился на юго-западе Флориды, возвращаясь из Юкатана, и на него напали калуса. В 1521 г. Понсе де Леон вернулся на юго-запад Флориды, чтобы основать колонию, но калуса удалось выгнать испанцев и смертельно ранить Понсе де Леона.
В течение нескольких десятков лет калуса отбивали попытки испанских поселенцев, включая миссионеров, закрепиться на побережье. Больше всего информации о калуса собрал Эрнандо де Эскаланте Фонтанеда, жертва кораблекрушения, выброшенный на берег ок. 1550 г. в возрасте 13 лет и проживший в дальнейшем в нескольких индейских племенах, пока его не обнаружил в 1566 г. прибывший с новой экспедицией Менендес де Авилес. Он основал поселение Сан-Августин во Флориде и смог установить контакт с калуса. Мир был заключён на обременительных условиях — Менендес взял в жёны сестру Карлоса Калууса, вождя племени, которая в крещении получила имя Донья Антония. Менендес оставил гарнизон солдат и иезуитскую миссию Сан-Антон-де-Карлос вблизи «столицы» калуса. Тем не менее, вражда продолжалась. Испанцам удалось убить нескольких вождей и представителей знати калуса, но в 1569 г. миссию пришлось покинуть.
В течение последующего столетия контакты были немногочисленными. Испанские силы в 1614 г. напали у залива Тампа на калуса, которые враждовали с союзными испанцам племенами. Испанская экспедиция, направленная в 1680 г. на вызволение испанских пленников, была вынуждена вернуться после того, как ей отказались помогать другие индейские племена, опасаясь мести со стороны калуса. В 1697 г. францисканцы основали миссию, которую пришлось свернуть через несколько месяцев.

## Исчезновение племени
Когда в 1702 г. началась война между Великобританией и Испанией, союзные британцам племена маскоги и ямаси начали совершать набеги, достигая юга Флориды. Они были вооружены огнестрельным оружием, которое им предоставляли британцы, тогда как калуса, изолировавшие себя от европейцев и вооруженные только холодным оружием, проигрывали в сражениях с пришельцами. Помимо смерти от пуль, многие калуса умерли от болезней, занесённых европейцами, и были вынуждены отступить на юго-восток. В 1711 г. 270 местных индейцев, среди которых было много калуса, были эвакуированы испанцами на Кубу. Вскоре после переселения около 200 индейцев умерли. Тем не менее, во Флориде осталось ещё около 1700 аборигенов. Миссия на побережье Мексиканского залива была основана в 1743 г. для аборигенов из различных племён, в том числе и калуса, однако она просуществовала всего несколько месяцев. Последние аборигены были эвакуированы на Кубу в 1760—1763 гг., когда Флорида была передана в состав Великобритании. Оставшиеся на полуострове калуса, возможно, были ассимилированы семинолами.